# 大戸村
大戸村（おおとむら）は、福島県にかつて存在した村。北会津郡に属していた。現在は会津若松市の一部であり、当項目では現在の会津若松市大戸町についても述べる。

## 沿革
- 1875年（明治8年）8月12日 - 香塩村、南原村および大豆田村が合併し上三寄村となったほか、上雨屋村、下雨屋村、宮内村および石村が合併して雨屋村、闇川村と黒森村が合併して高川村、桑原村と船子村が合併して大川村となった。
- 1877年（明治10年）2月20日 - 小塩村が上小塩村となった。
- 1889年（明治22年）4月1日 - 町村制が施行され、雨屋村、上三寄村、上小塩村、芦牧村、大川村および高川村が合併して北会津郡大戸村が成立した。
- 1955年（昭和30年）1月1日 - 高野村，神指村，一箕村，門田村，東山村，湊村とともに当時の若松市へ編入され、消滅した。若松市は即日改称して会津若松市となる。

## 現在

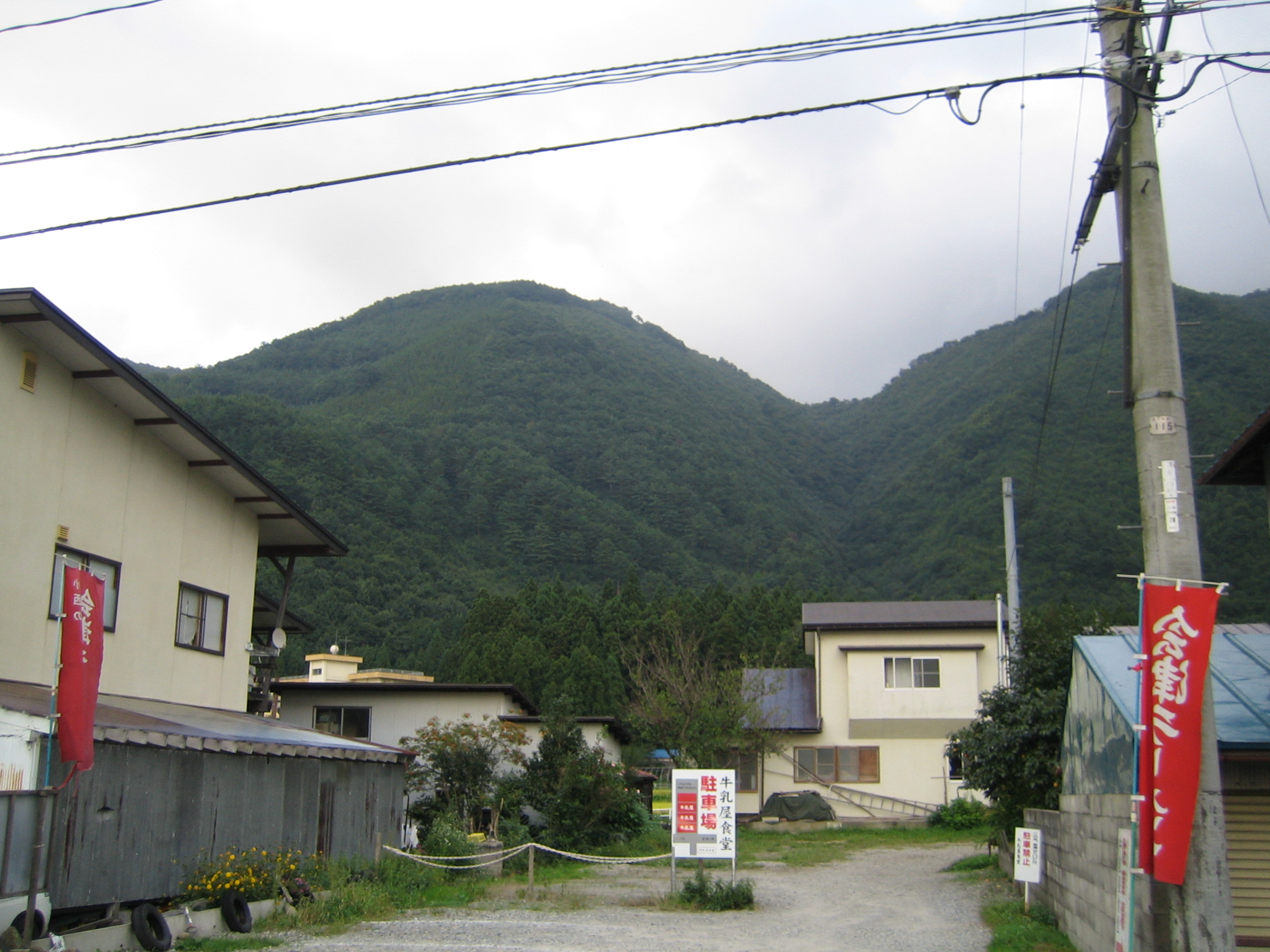
会津若松市大戸町上三寄付近

現在の会津若松市南部にあたる。芦ノ牧温泉があるほか、農村集落、水田、山林などが広がり、阿賀川が流れている。同地区を国道118号、福島県道23号会津高田上三寄線が経由している。また、会津鉄道会津線が経由しており、同線のあまや駅、芦ノ牧温泉駅、大川ダム公園駅、芦ノ牧温泉南駅がある。

### 自然
- 大戸岳
- 大戸山
- 萱野山
- 二重平
- 高螺山
- 思案岳
- 丸山
- 向山
- 山梨山
- 干沢山
- 阿賀川
  - 大川ダム（若郷湖）

### 史跡・神社・寺院・観光地など
- 芦ノ牧温泉
- 熊野神社
- 伏見稲荷神社
- 大宮神社
- 駒形神社
- 住吉神社
- 熊野八幡神社
- 御霊神社
- 菅原神社
- 薬師堂
- 正念寺
- 保福寺
- 洞雲寺
- 大慈寺
- 正覚寺
- 大戸古窯跡群跡地

### 学校
- 会津若松市立大戸小学校
- 会津若松市立大戸中学校

## 主要地区
主要地区の現況を述べる。

### 上三寄
大戸町中部の地区。国道118号が地区を縦貫しているほか、会津鉄道会津線も地区を縦貫するように通過しており、地区内に芦ノ牧温泉駅がある。また、地区の西側を阿賀川が流れているほか、地区内に市立大戸小学校、市立大戸中学校がある。地区内には水田、山林などが広がるほか、香塩、南原、大豆田の集落がある。

### 雨屋
大戸町北部の地区。周辺に石村、宮内、下雨屋、上雨屋の地区がある。周辺を国道118号が縦貫しているほか、会津鉄道会津線も縦貫するように通り、あまや駅がある。地区の西側を阿賀川が流れるほか、地区の東側は山地になっている。また、上雨屋、下雨屋、宮内、石村などの集落がある。

### 上小塩
大戸町中部の地区。会津鉄道会津線が地区を縦貫するように通る。地区の西側を阿賀川が流れるほか一部で水田などの農地、集落があり、地区の東側は山地になっている。上小塩、下小塩、引下などの集落がある。

### 小谷
大戸町西部の地区。1955年（昭和30年）4月1日に大沼郡本郷町の一部を編入合併した地域である。国道118号が地区を縦断するように通るほか、地区の東側には阿賀川が流れる。また、川端、平沢などの集落がある。
新国道で芦牧地区と繋がっているため、小谷温泉は芦ノ牧温泉として一緒に紹介されているが、新国道が出来る以前は大沼郡本郷町であり、芦牧地区の対岸にある別個の温泉であった。

### 芦牧
大戸町南部の地区。国道118号が地区を縦断するように通過するほか、会津鉄道会津線も経由する。地区を阿賀川が流れており、加えて地区北側一部の地域には、芦ノ牧温泉の旅館群が立ち並ぶ。

### 大川
大戸町南部の地区。会津鉄道会津線が地区西部を縦貫するように通っており、大川ダム公園駅、芦ノ牧温泉南駅がある。地区の西端の阿賀川に大川ダムがあるほか、大川ダムのダム湖、若郷湖の西側約半分も当地区に属している。若郷湖には福島県道214号芦ノ牧温泉南停車場線の大川湖面橋が架かるほか、地区の東部は山地になっている。また、舟子、桑原の集落がある。

### 高川
大戸町東部の地区。山地が広がり、大戸岳がある。闇川、黒森などの集落がある。